# 略夫雷加特河畔圣包迪利奥
略夫雷加特河畔圣包迪利奥（西班牙語：San Baudilio de Llobregat，加泰隆尼亞語發音：[ˌsam ˈbɔj ðə ʎuβɾəˈɣat]），或圣包迪利奥-德略布雷加特，是西班牙加泰罗尼亚巴塞罗那省的一个市镇。总面积22平方公里，总人口83408人（2013年），人口密度3883人/平方公里。